# Тобай
Тобай (нем. Tobaj) — коммуна (нем. Gemeinde) в Австрии, в федеральной земле Бургенланд. 
Входит в состав округа Гюссинг.  Население составляет 1440 человек (на 31 декабря 2005 года). Занимает площадь 58,1 км². Официальный код  —  10417.

## Политическая ситуация
Бургомистр коммуны — Манфред Кертеликс (АНП) по результатам выборов 2007 года.
Совет представителей коммуны (нем. Gemeinderat) состоит из 19 мест.
- АНП занимает 12 мест.
- СДПА занимает 6 мест.
- АПС занимает 1 место.